# Wellington Council
Koordinaten: 32° 33′ S, 148° 57′ O

Wellington war ein lokales Verwaltungsgebiet (LGA) im australischen Bundesstaat New South Wales. Das Gebiet war 4.113 km² groß und hatte zuletzt etwa 8.500 Einwohner. 2016 wurde es mit Dubbo City zur Dubbo Region vereinigt.
Wellington Council lag in der Region North Western des Staates etwa 350 km nordwestlich der Metropole Sydney und 350 km nördlich der australischen Hauptstadt Canberra. Das Gebiet umfasste 58 Ortsteile und Ortschaften, darunter Bodangora, Cundumbul, Dripstone, Elong Elong, Euchareena, Finger Post, Gollan, Maryvale, Mumbil, Muronbung, Neurea, Stuart Town, Twelve Mile, Walmer, Wellington sowie Teile von Arthurville, Ballimore, Geurie und Yeoval. Der Verwaltungssitz des Councils befand sich in der Stadt Wellington im Zentrum der LGA, wo zuletzt etwa 4.500 Einwohner lebten.

## Verwaltung
Der Council von Wellington hatte neun Mitglieder, die von allen Bewohnern der LGA gewählt werden. Wellington war nicht in Bezirke untergliedert. Aus dem Kreis der Councillor rekrutierte sich auch der Mayor (Bürgermeister) des Councils.